# Bíborcincér
A bíborcincér (Purpuricenus budensis) a cincérfélék családjába tartozó, Dél-Európában és Nyugat-Ázsiában honos, lombos fákon élő bogárfaj. 

## Megjelenése
A bíborcincér testhossza 10-22 mm. Az előtor erősen ívelt oldalaiból egy-egy kis tüske áll ki, a szárnyfedők oldalvonalai kb. háromnegyedükig párhuzamosak. Alapszíne fekete, szárnyfedői vörösek, de nagyjából a középvonaltól a végégig széles sávban fekete. Az előtor lehet vörös, elülső és hátsó szegélyén széles fekete sávval; vagy teljesen fekete. Felülete nagyon durván és sűrűn, ráncolva pontozott, az előtor közepén erősebben, kétoldalt a töve előtt gyengébben. Az előtor felálló, hosszú, barnás szőrökkel sűrűn fedett, a szőrök a felület durva skulptúráját nem fedik el. 

### Hasonló fajok
A szintén védett hosszúcsápú vércincér hasonlít hozzá, de annak foltja nem éri el a szárnyfedő végét és főleg a fák koronájában tartózkodik.   

## Elterjedése és életmódja
Dél-Európában és Nyugat-Ázsiában honos, az Ibériai-félszigettől (Olaszország kivételével) a Balkánon, a Kárpát-medencén és Kis-Ázsián és a Közel-Keleten keresztül a Kaukázusig és Délnyugat-Oroszországig. Svájcból kipusztult. Magyarországon főleg az Alföldön és a vele határos dombvidékeken elterjedt, helyenként nem ritka. 
Melegkedvelő tölgyesek, cseres-tölgyesek erdőszélei, karsztbokorerdők lakója. Lárvája különféle lombos fák (kökény, tölgy, szil, fűz, pisztácia, krisztustövis, gyümölcsfák, stb.) elhalt vékony ágaiban, gallyaiban él. Fejlődése két-három évig tart. Az imágó májustól augusztusig rajzik, többnyire virágokon (főleg fészkesvirágzatúakon) tartózkodik. 
Magyarországon védett, természetvédelmi értéke 5000 Ft.

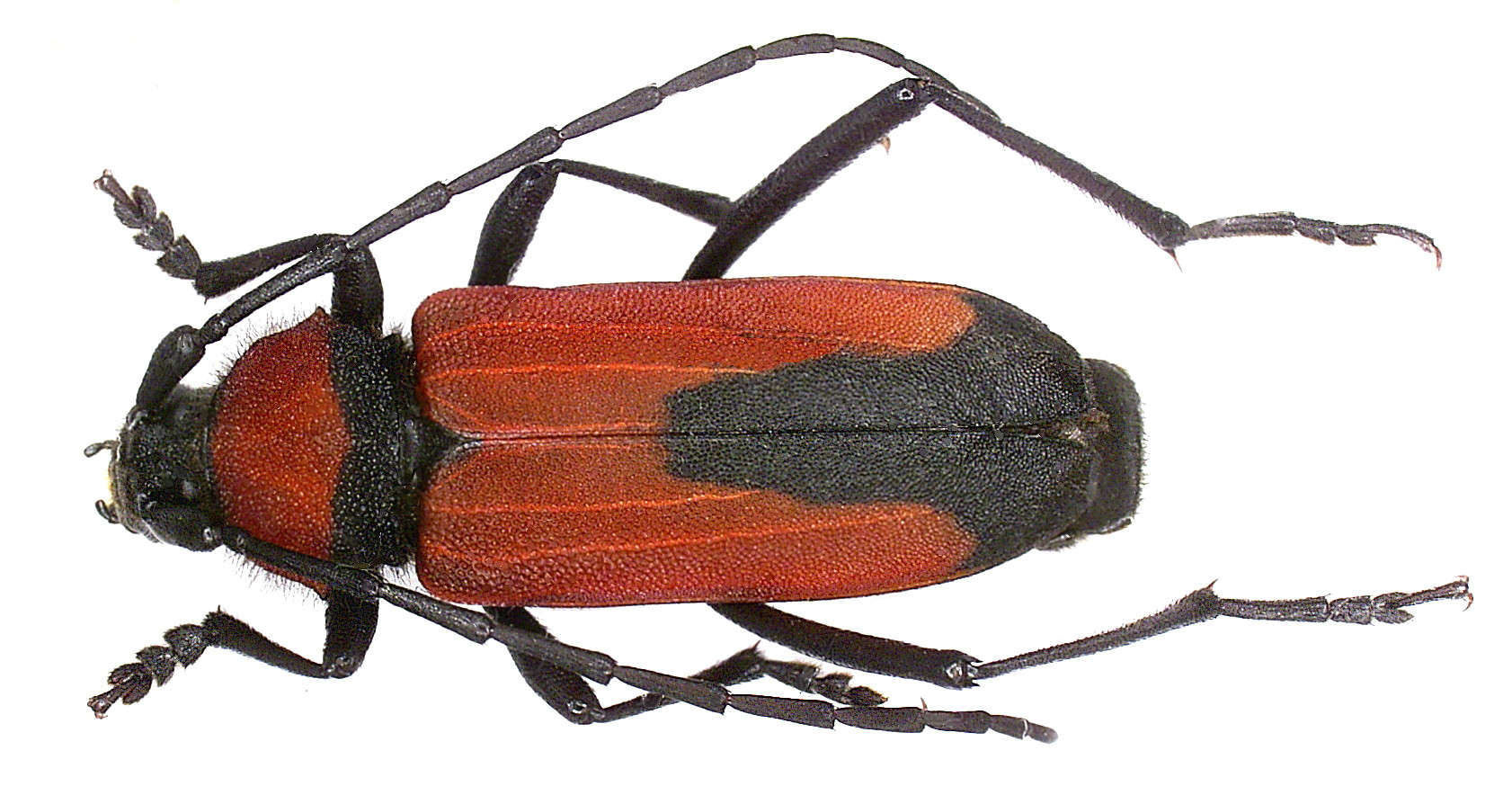
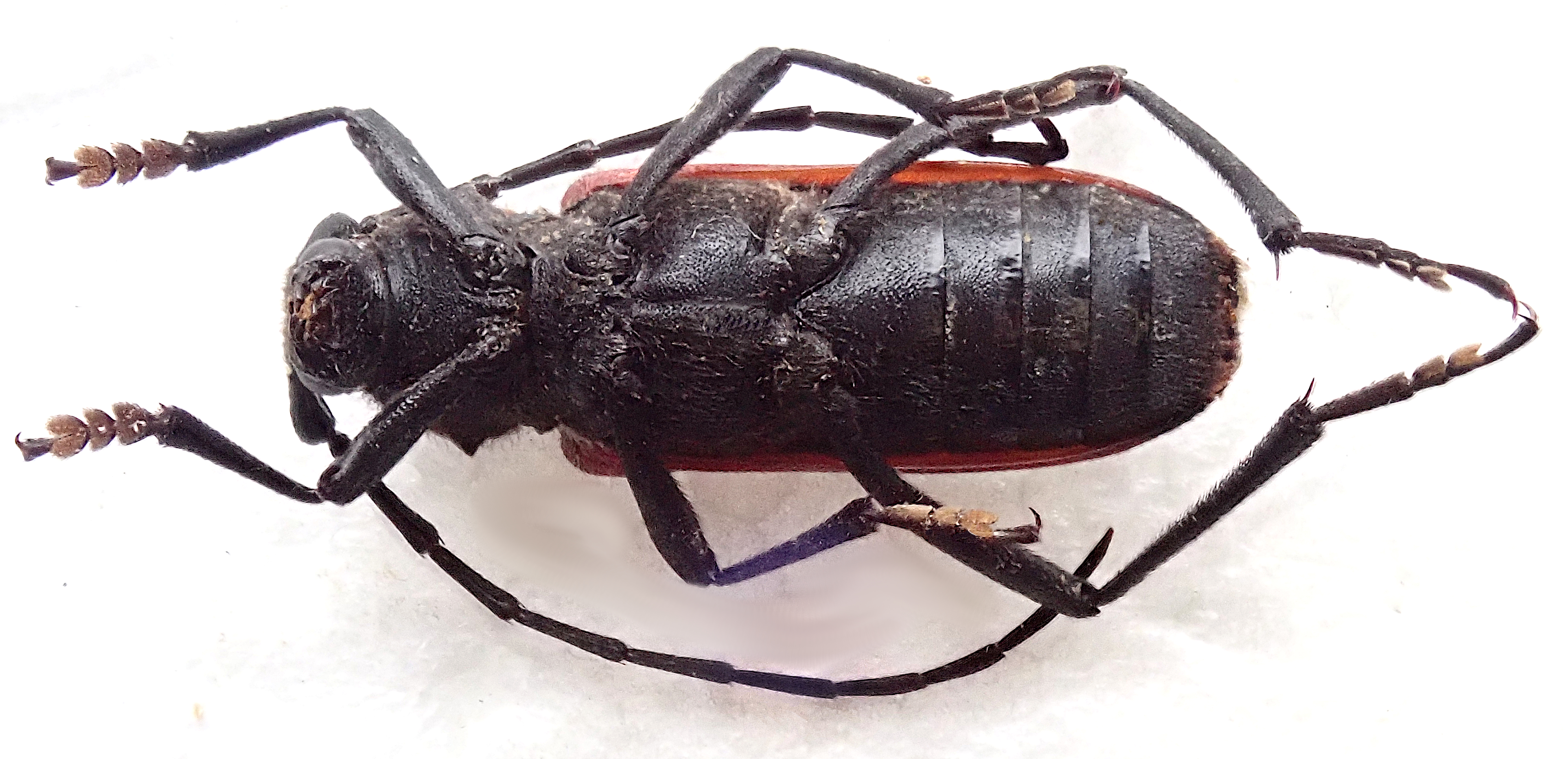
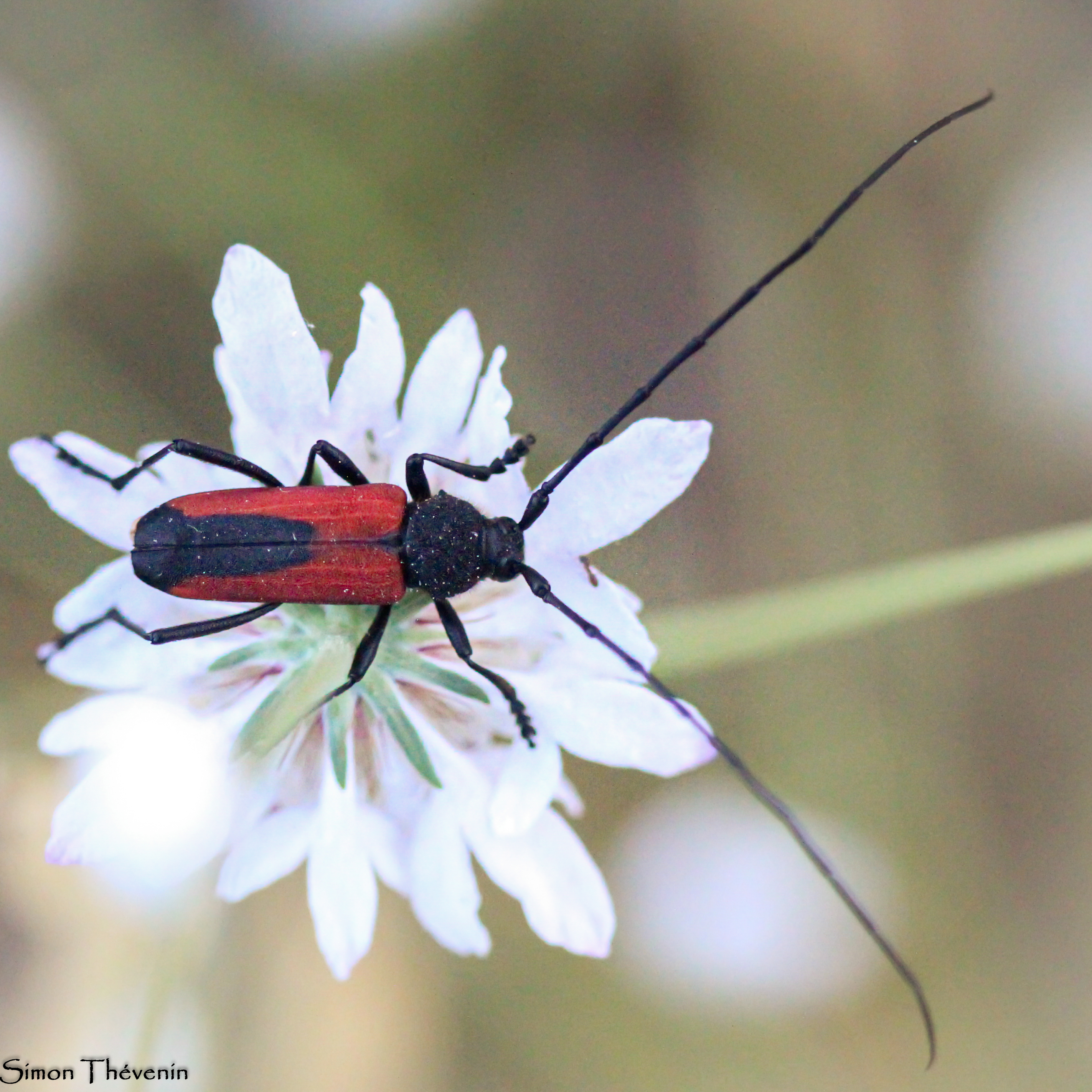
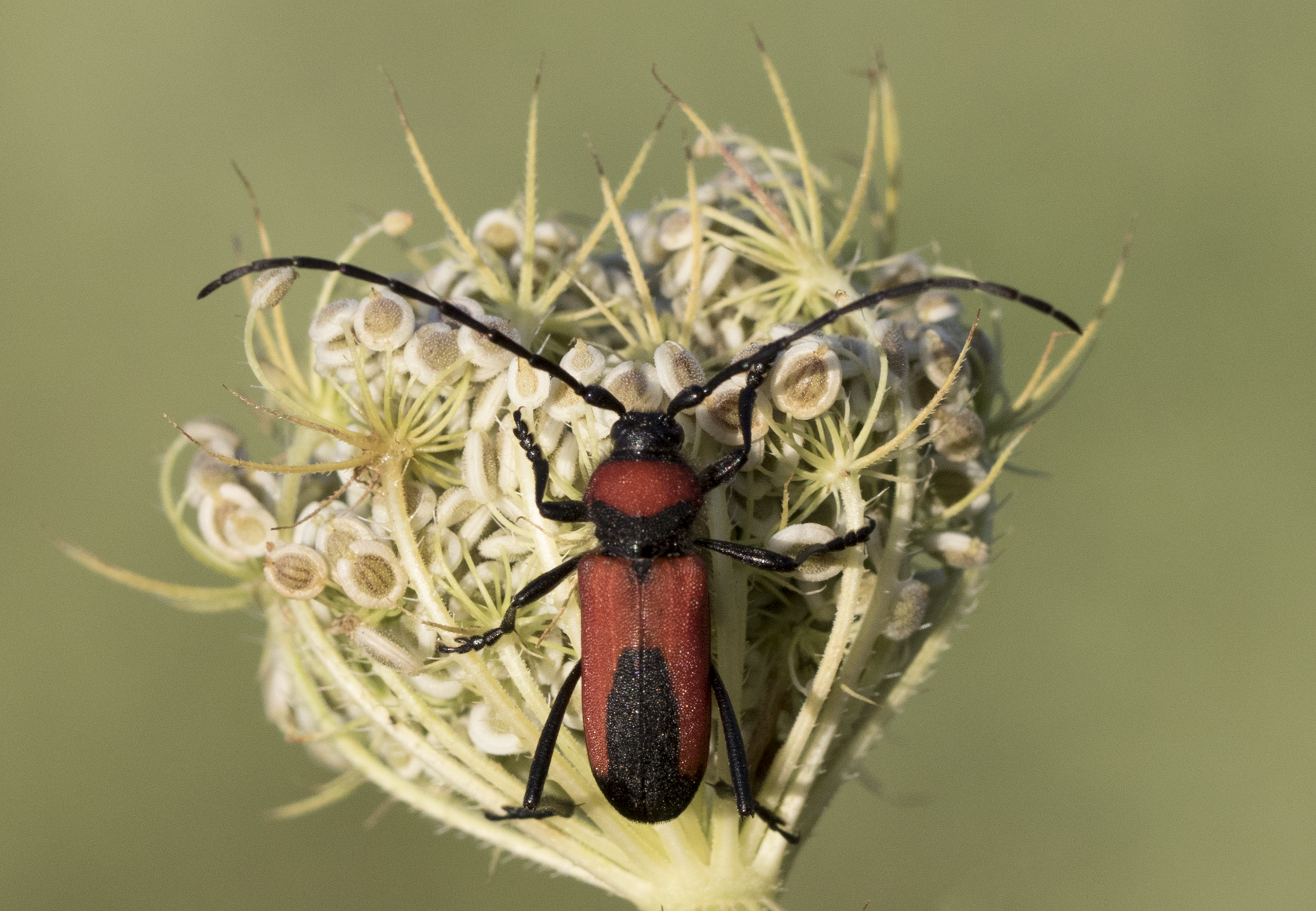
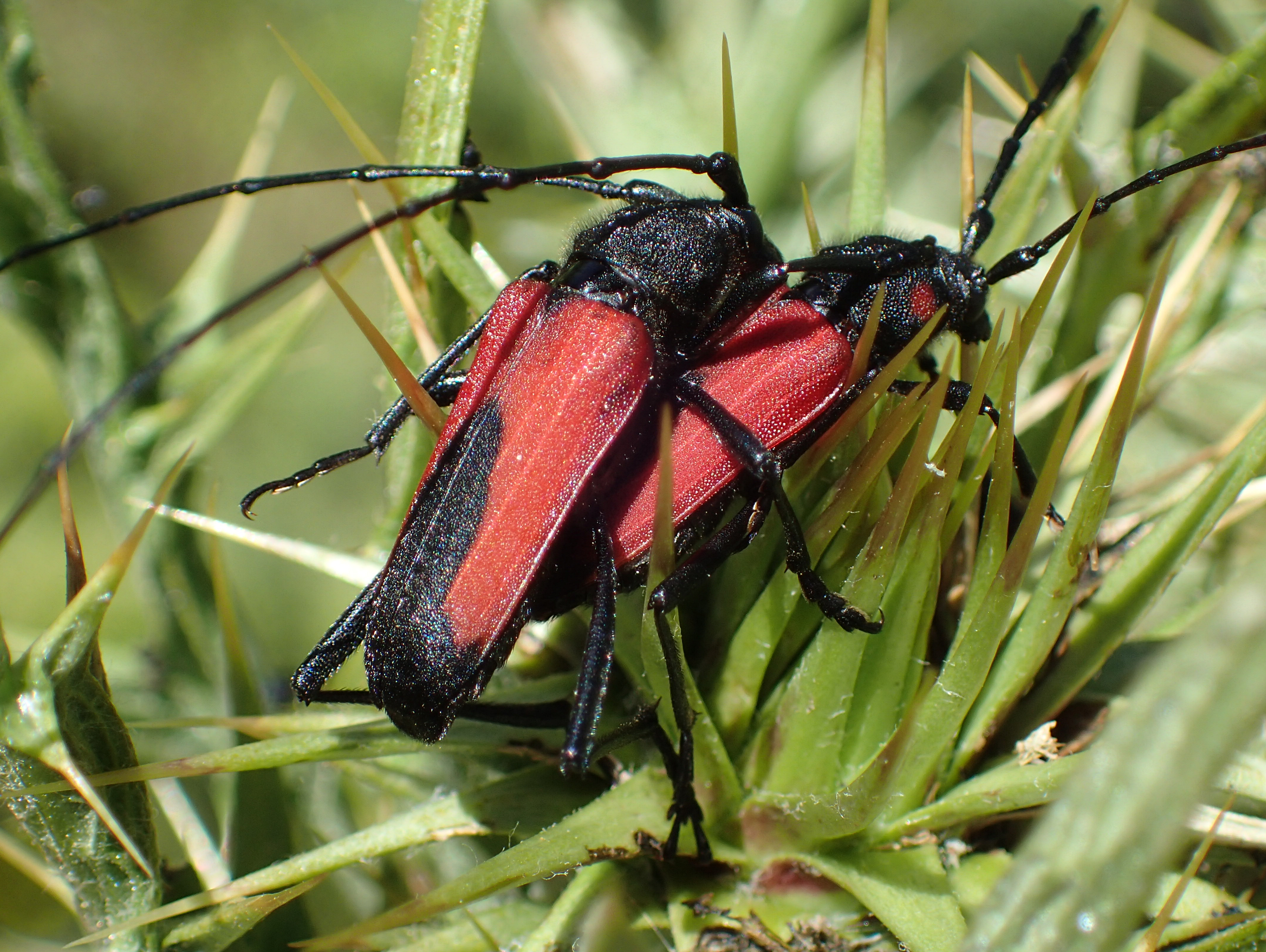